# Кшиштоф Піскорський
Кшиштоф Піскорський (пол. Krzysztof Piskorski, 5 липня 1982) — польський письменник-фантаст, публіцист, перекладач та автор рольових ігор. Дворазовий лауреат Меморіальної премії імені Януша Зайделя.

## Біографія
Кшиштоф Піскорський вивчав археологію, пізніше вивчав інформатику. Початково публікував статті, пов'язані із рольовими іграми в журналах «Magia i Miecz» та «Portal». За створення рольових ігор у 2001 році здобув польську премію «Quentin». 2004 року опублікував рольову гру «Володарі Долі» (пол. Władcy Losu), яка видана в серії «Nowa Fala» у видавництві «Portal».
Літературний дебют Кшиштофа Піскорського відбувся у 2004 році в журналі «Nowa Fantastyka», де були опубліковані перші оповідання автора, публікувався він також у журналі «Science Fiction», «Magazyn Fantastyczny», а також в антологіях.
Першою виданою книгою Кшиштофа Піскорського став роман «Вигнанець» (пол. Wygnaniec), який є першим томом трилогії, в якій автор створив унікальний фентезійний світ, картина якого подібна до традиційної культури Аравійського півострова. 2007 року письменник видав збірку «Почет міських дивовиж» (пол. Poczet dziwów miejskich), який сягає своїм корінням до місцевого вроцлавського колориту. Наступний роман письменника «Скалка» (пол. Zadra), який складається з двох томів, принесла Піскорському в 2009 році першу номінацію на Меморіальну премію імені Януша Зайделя, а також золоту відзнаку премії імені Єжи Жулавського. Виданий у 2011 році роман «Кривизна часу» (пол. Krawędź czasu) також номінувалась на обидві ці премії, а опублікований у 2013 році роман «Тіньорит» (пол. Cienioryt) приніс Піскорському премію імені Зайделя та золоту відзнаку премії імені Жулавського. Виданий у 2016 році його роман «Сорок і чотири» (пол. Czterdzieści i cztery) приніс письменнику як премію Зайделя, так і премію імені Єжи Жулавського в 2017 році.
Кшиштоф Піскорський також працював журналістом польського комп'ютерного журналу «CHIP», а також перекладачем. Піскорський є членом Спілки польських письменників.

## Особисте життя
Кшиштоф Піскорський деякий час жив у Белфасті, Дубліні і Москві, натепер письменник живе у Вроцлаві. Кшиштоф Піскорський одружений та має одну дочку.

## Стимпанк у творчості Піскорського
Однією з помітних рис у творчості Кшиштофа Піскорського є його захоплення епохою парової техніки. Серед польських письменників він вважається спеціалістом із стимпанку. У стилі стимпанку написані його романи «Скалка» (пол. Zadra), а також «Сорок і чотири» (пол. Czterdzieści i cztery), хоча Світ Ефіру, в якому відбувається дія обох цих романів, базується на енергії вакууму, а не пари. Також перу Піковського належить оповідання «Мавп'ярня» (пол. Małpiarnia), яка надрукована в безкоштовній антології «Останній день пари» (пол. Ostatni Dzień Pary), та роман «Кривизна часу» (пол. Krawędź czasu), які також написані в стилі стимпанку. Його роман «Тіньорит» (пол. Cienioryt) також має в своєму сюжеті елемент стимпанку, оскільки його дія відбувається у світі, де з'являється технологія, відмінна від електроніки.

## Премії та нагороди
У 2001 році Кшиштоф Піскорський здобув премію «Quentin» за текст рольової гри «Крик Каменю» (пол. Krzyk Kamienia) як найкращий сценарій рольової гри. У 2009 році перший том роману «Скалка» (пол. Zadra) номінувався на Меморіальну премію імені Януша Зайделя та отримав золоту відзнаку премії імені Єжи Жулавського. 2009 року на Євроконі Піскорський здобув спеціальну нагороду «Encouragement Award» для авторів-початківців. У 2012 році його роман «Кривизна часу» (пол. Krawędź czasu) номінувався на премії імені Жулавського і Зайделя. 2014 року його роман «Тіньорит» (пол. Cienioryt) здобув премію імені Зайделя та золоту відзнаку премії імені Жулавського. У 2017 році його роман «Сорок і чотири» (пол. Czterdzieści i cztery) приніс письменнику як премію Зайделя, так і премію імені Єжи Жулавського.

### Романи
- Трилогія «Оповідь пісків» (пол. Opowieść piasków)
  - Вигнанець (пол. Wygnaniec, 2005)
  - Найманець (пол. Najemnik, 2006)
  - Пророк (пол. Prorok. 2007)
- Почет міських дивовиж (пол. Poczet dziwów miejskich, 2007)
- Скалка (пол. Zadra, т.1 2008, т.2 2009)
- Кривизна часу (пол. Krawędź czasu, 2011)
- Тіньорит (пол. Cienioryt, 2013)
- Сорок і чотири (пол. Czterdzieści i cztery, 2016)

### Оповідання
- Крах операції «Небесні загони» (пол. Krach operacji: Niebiańskie zastępy, 2004)
- Хатка (пол. Chatka, 2004)
- Борт (пол. Ładunek, 2004)
- На вчора (пол. Na wczoraj, 2004)
- Помандрувати до Тель-Аммана (пол. Powędrować do Tel'Amman, 2005)
- Дух гір (пол. Duch gór, 2005)
- Експеримент (пол. Eksperyment, 2005)
- Подарунок для імператора (пол. Dar dla Cesarza, 2006)
- На виступі скелі (пол. Na skalnym ostańcu, 2007)
- Зламані (пол. Złamani, 2007)
- Другий малюнок з-під пірамід (пол. Drugi obraz spod piramid, 2009)
- Отрута (пол. Jad, 2010)
- Митник з Довера (пол. Celnik z Dover, 2010)
- Проповідь мадам де ла Круа (пол. Przepowiednia madame de La Croix, інтернет-публікація 2011)[15]
- Право долі (пол. Prawo losu, 2011)
- Тринадцять інтервалів лоррі (пол. Trzynaście interwałów Iorri, 2011)
- Мавп'ярня (пол. Małpiarnia, 2013)

## Переклади українською
- Кшиштоф Піскорський. Сорок і чотири / пер. з пол. Андрія Павлишина. — Тернопіль : Навчальна книга — Богдан, 2022. — 504 с. — ISBN 978-966-10-6808-6.